# Kopice (województwo opolskie)
Kopice (niem. Koppitz, w latach 1936–1945 Schwarzengrund) – wieś w Polsce położona w województwie opolskim, w powiecie brzeskim, w gminie Grodków.
W latach 1945–1954 siedziba gminy Kopice. W latach 1954–1968 wieś należała i była siedzibą władz gromady Kopice, po jej zniesieniu w gromadzie Tarnów Grodkowski.
W lipcu 1936 r. zmieniono nazwę miejscowości na Schwarzengrund.
Przysiółkami wsi są Dębina i Lesie.

## Nazwa i historia
Według niemieckiego nauczyciela Heinricha Adamy’ego nazwa miejscowości pochodzi od polskiego słowa - kopiec oznaczającej usypisko ziemne. W swoim dziele o nazwach miejscowych na Śląsku wydanym w 1888 roku we Wrocławiu jako starszą od niemieckiej wymienia on dwie nazwy zlatynizowaną nazwę Coppicz oraz polską Kopiec podając jej znaczenie Grenzhugel, Markstein czyli po polsku Graniczna górka, graniczna skała. Niemcy zgermanizowali nazwę na Koppitz w wyniku czego utraciła ona swoje pierwotne znaczenie.
W księdze łacińskiej Liber fundationis episcopatus Vratislaviensis (pol. Księga uposażeń biskupstwa wrocławskiego) spisanej za czasów biskupa Henryka z Wierzbna w latach 1295–1305 miejscowość wymieniona jest w zlatynizownej formie villa Copitz.
W lutym 1945 wieś była miejscem licznych mordów dokonanych na robotnikach przymusowych różnych narodowości, zarówno kobiet i mężczyzn oraz na jeńcach wojennych. Sprawcami zbrodni byli niemieccy bandyci, m.in. żołnierze Wehrmachtu. Nielicznych pomordowanych udało się zidentyfikować, wśród nich byli: Robert Grzybek, Elżbieta Urbańska oraz Tadeusz Kościański pochodzący z okolic Częstochowy. Wkraczające oddziały radzieckie 229 Dywizji Strzeleckiej dopuściły się we wsi licznych zbrodni wojennych, gwałcąc kobiety (w tym siostry zakonne), rozstrzeliwując licznych chłopów oraz rozpruwając brzuchy i odcinając ręce kobietom.

## Zabytki
Do wojewódzkiego rejestru zabytków wpisane są:
- kościół parafialny pw. Podwyższenia Świętego Krzyża, wzniesiony w latach 1802–1822 w stylu neoklasycystycznym. Obiekt jednonawowy, przekryty dachem dwuspadowym. Na osi głównej wieża czworoboczna kryta dachem namiotowym. Wejście główne akcentowane portalem kolumnowym, zwieńczonym tympanonem trójkątnym. Elewacje tynkowane, we fragmentach boniowane.
- zespół pałacowy, z XIX w.:
  - pałac w ruinie. Od 1360 r. Kopice były siedzibą rodu von Borsnitzów, później znajdowały się w rękach rodziny von Beessów (od 1450 r.). W 1534 r. posiadał je kanonik katedry wrocławskiej Baltzazr von Neckern, po nim Jan Henryk Heymann von Rosenthal, Gotfryd von Spaetgen, a od 1751 r. śląska rodzina szlachecka von Sierstorpffów. Rycerska siedziba została przebudowana na rezydencję w stylu klasycystycznym w 1783 r. według projektu opolskiego architekta Jana Rudolpha. W 1859 r. obiekt zakupiony przez Hansa Ulryka Schaffgotscha i Joannę Gryczik von Schomberg-Godulla. Przebudowany w 1864 r. według projektu architekta Karla Lüdecke z Wrocławia oraz mistrza budowlanego Konstantego Heidenreicha z Kopic. Po przebudowie pałac zyskał charakter w stylu neogotyku z elementami neorenesansowymi.  Ostatnią ważną przebudową w pałacu było dobudowanie kaplicy pałacowej w 1896-1897, tym projektem zając się nieznany dotychczas architekt Richard Young[13].Od 1989 roku kolejne wyroki sądów nakazujące zabezpieczenie budowli nie skutkowały, a pałac był niszczony przez wandali. Pałac jest obecnie własnością prywatną i w 2024 roku zaczął się jego stopniowy remont
  - park
  - kaplica grobowa Schaffgotschów - mauzoleum, z drugiej połowie XIX w. – Hansa Ulryka  Schaffgotscha i Joanny Gryczik von Schomberg-Godulla. Obiekt w stylu neoklasycystycznym na planie prostokąta. Wejście (na poziom balkonu) schodami wachlarzowymi akcentowane portykiem, zwieńczonym tympanonem trójkątnym. Fasada zwieńczona tympanonem trójkątnym z akroterionami. W polu tympanonu kartusz herbowy. Elewacje z cegły klinkierowej zdobione detalami kamieniarskimi. Po profanacji grobów prochy zmarłych pochowano w mogile na cmentarzu w sąsiedztwie budynku. Wewnątrz nadal znajdują się dwa puste grobowce. Od 30 kwietnia 2017 roku rozpoczęły się działania na ratowanie mauzoleum i godnego pochówku rodziny Schaffgotschów w jednym z sarkofagów[14] W ramach działania księdza Jarosława Szeląga i Macieja Mischoka, działanie renowacji mauzoleum, przewiduje się zakończyć w 2021 roku,.
- folwark:
  - budynek mieszkalno-administracyjny
  - spichrz większy
  - spichrz mniejszy
  - dom mieszkalny i wozownia.

## Transport
Przez wieś przechodzi droga wojewódzka nr 385

## Galeria

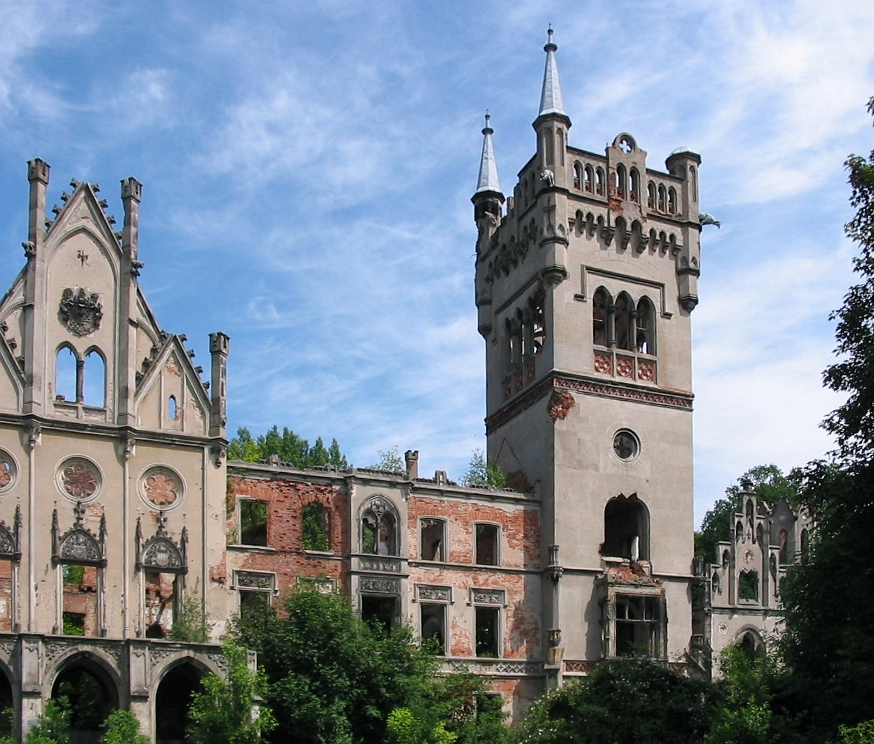
Pałac w Kopicach
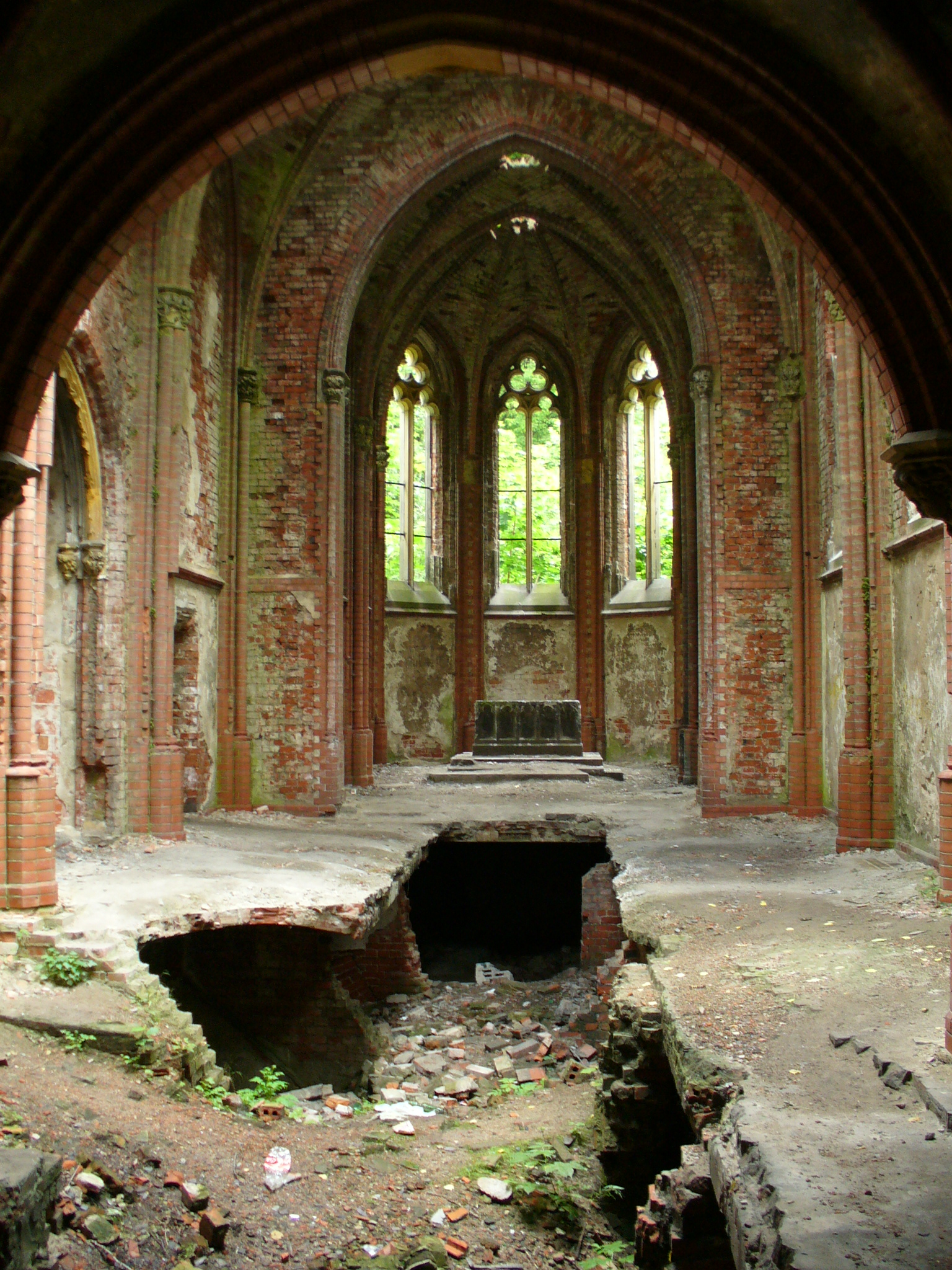
Kaplica w ruinach pałacu
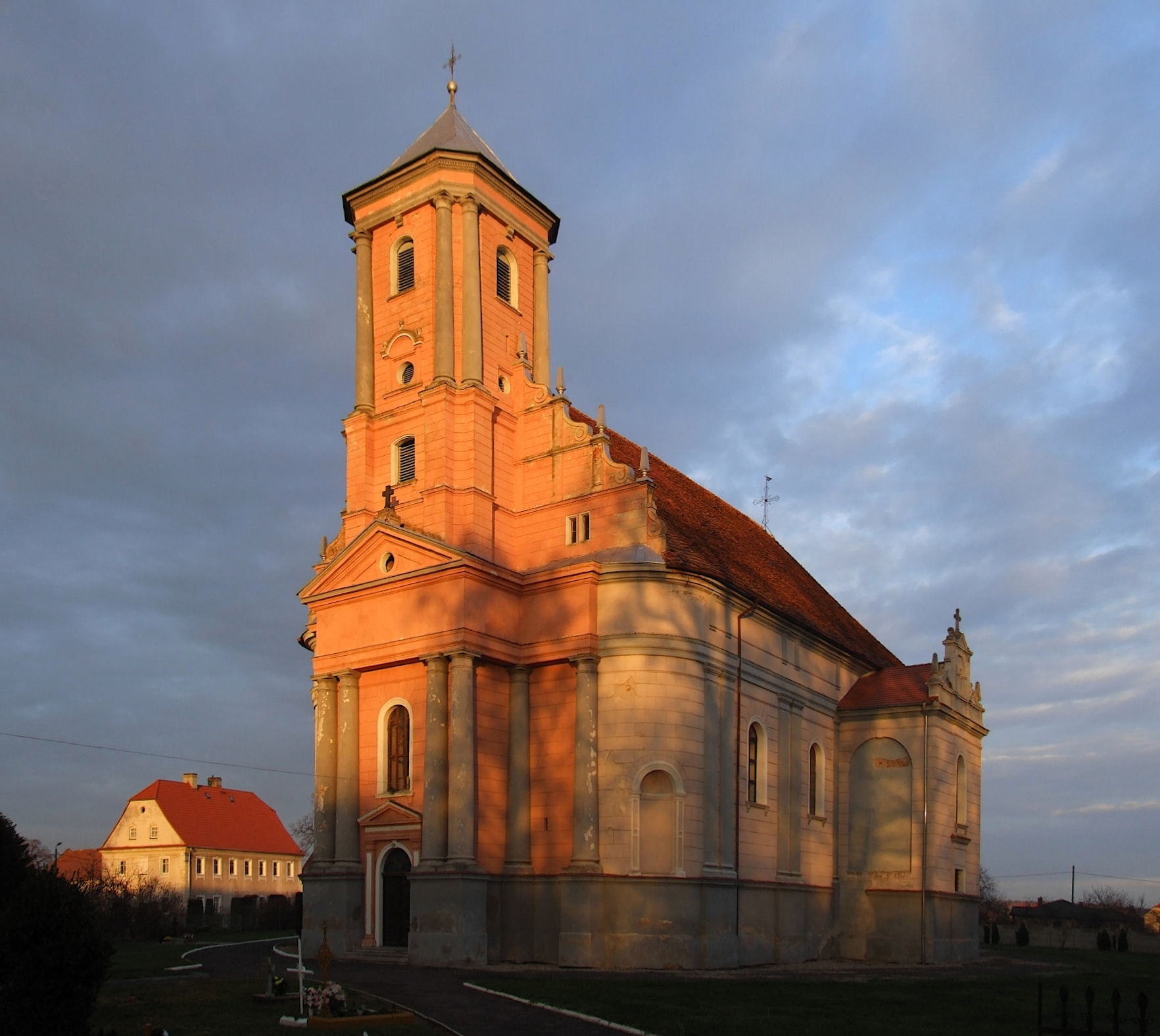
Kościół parafialny
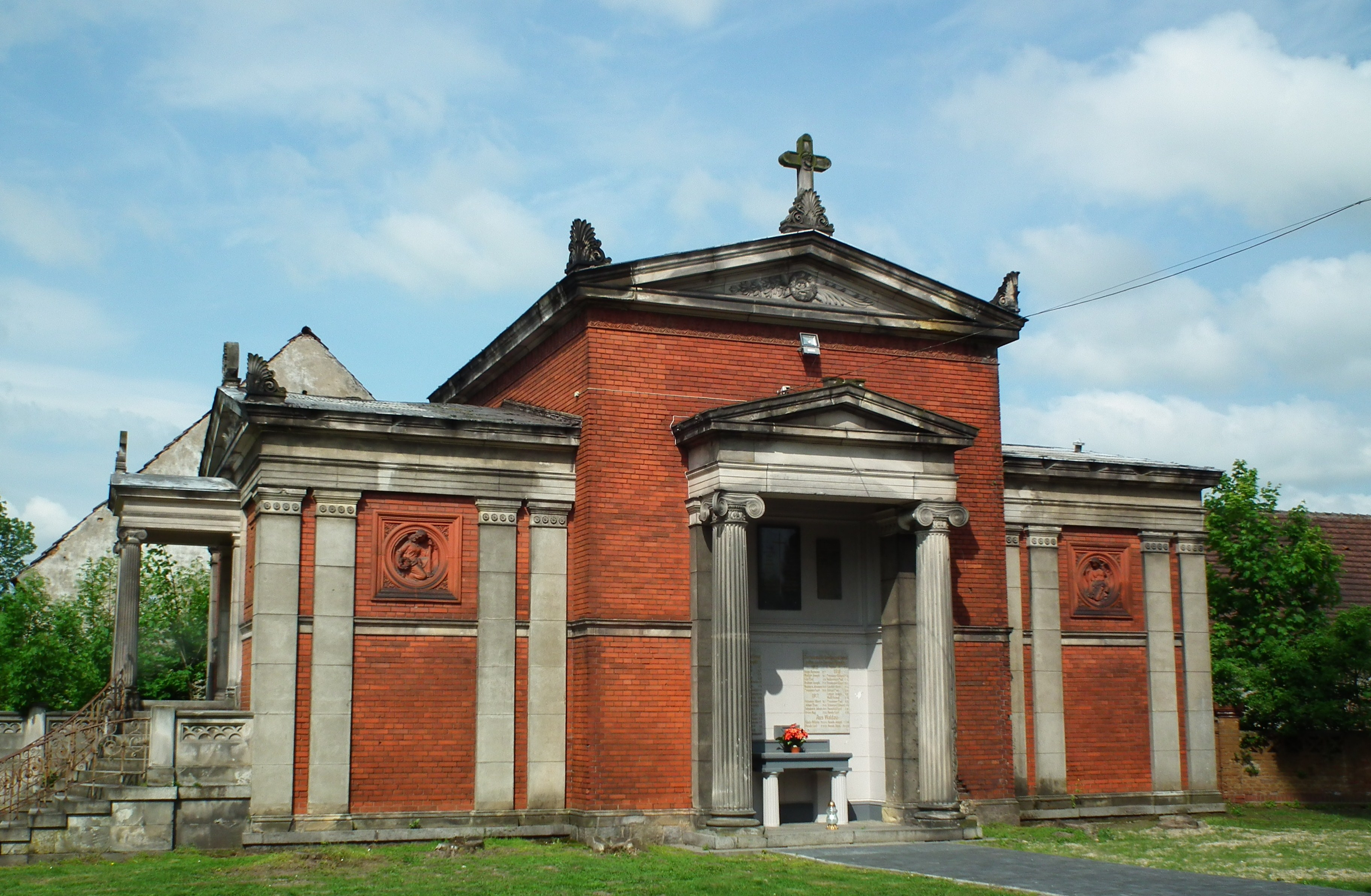
Mauzoleum rodziny von Schaffgotsch
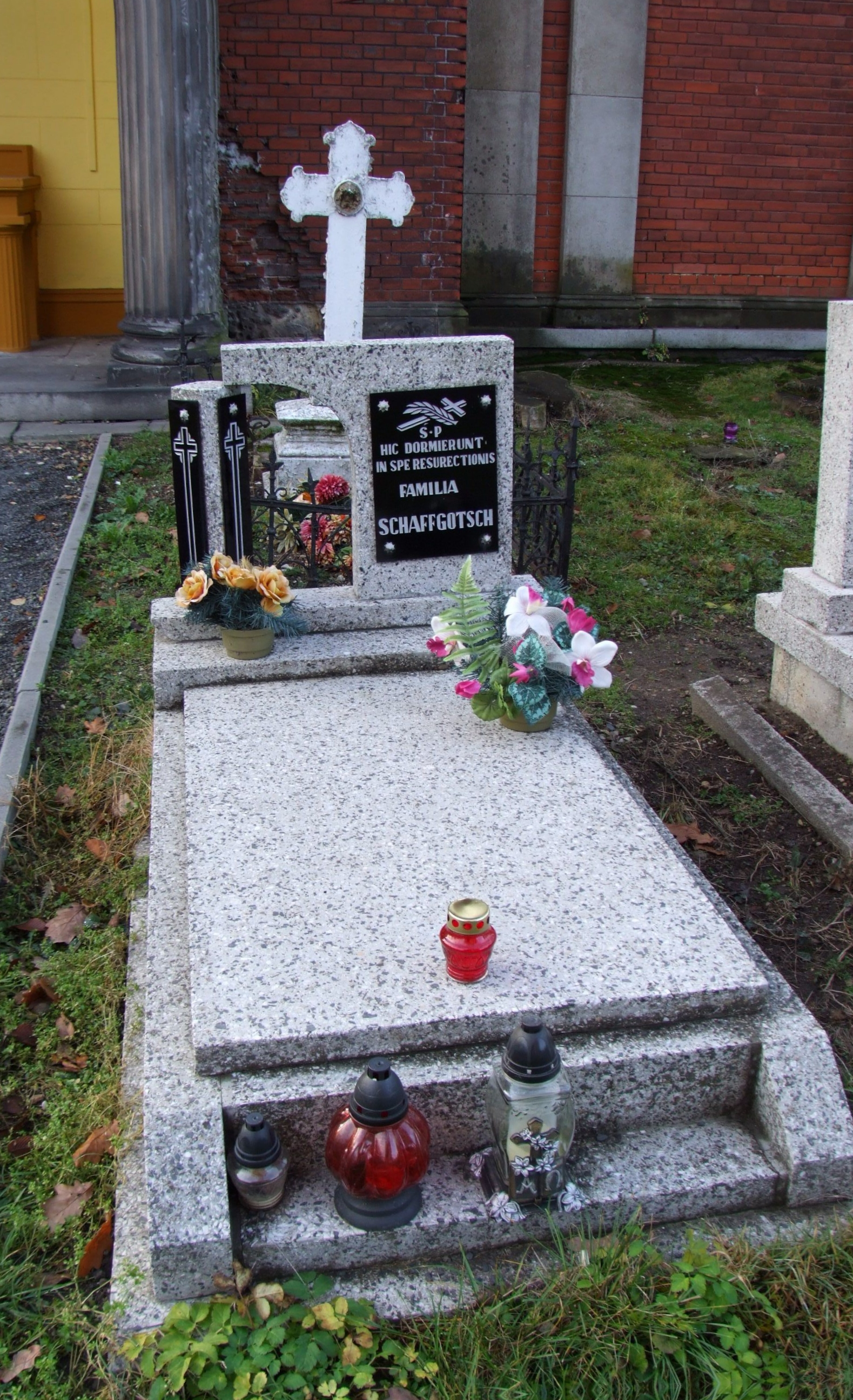
Grób, w którym pochowano sprofanowane ciała rodziny von Schaffgotsch

## Literatura
O przedwojennych właścicielach miejscowości i pałacu m.in. w:
- Stanisław Firszt, Schaffgotschowie arystokratyczny ród na Śląsku, Parafia w Kopicach i Maciej Mischok, 2022, ISBN 978-83-67156-20-2
- Janusz L. Dobesz, Irma Kozina, Maciej Mischok, Kopice : historia utraconego piękna, Katowice: Muzeum Śląskie, 2020, ISBN 978-83-65945-16-7, monografia Kopic.
- A. Kuzio-Podrucki, Schaffgotschowie. Zmienne losy śląskiej arystokracji, Bytom 2007, ISBN 978-83-923733-1-5 - info o książce na stronie: Śląska szlachta i arystokracja
- I. Twardoch, Geschichte des Geschlechts von Schaffgotsch, Ruda Śląska 2001, ISBN 83-910425-9-6
- I. Twardoch, Z dziejów rodu Schaffgotschów, Ruda Śląska 1999, ISBN 83-910425-4-5